# Забавные приключения Дика и Джейн
«Забавные приключения Дика и Джейн» (англ. Fun with Dick and Jane) — американская романтическая комедия 1977 года с Джорджем Сигалом и Джейн Фондой в главных ролях. Фильм повествует о скромной паре из высшего сословия среднего класса, выпавшей из общества в США, и затем ставшими ворами высшего класса, чтобы вернуть всё, что они потеряли.

## Описание сюжета
После того, как Дика Харпера, работавшего менеджером, сократили, он со своей молодой и привлекательной женой, привыкшие жить комфортно, остались с нереализуемой мечтой построить себе бассейн, без средств к существованию и с долгом в 70 тысяч долларов. Поначалу они просто пытались сократить свои расходы, скрыв новое положение от ближних соседей, но безработная и безденежная жизнь стала сводить их с ума, и не было возможности сохранить дом. Тогда Дик не придумал ничего лучшего, как грабить магазины. Однако это потребовало более высокой квалификации, чем предполагалось поначалу, и только работая в паре, Дик и Джейн могут чего-то добиться.

## Актёрский состав
- Джордж Сигал — Дик Харпер
- Джейн Фонда — Джейн Харпер
- Эд Макмахон — Чарли Бланшар
- Ричард «Дик» Готье — Др. Уилл
- Аллан Миллер — менеджер компании выдачи кредитов
- Хэнк Гарсиа — Рауль Эстебан
- Джон Денер — отец Джейн
- Мэри Джексон — мать Джейн

## Дополнительная информация
- Эта комедия режиссёра Теда Котчеффа язвительно критикует «анархию» американского образа жизни.
- Имена персонажей взяты из детской серии образовательных книг «Дик и Джейн», а название взято с названия одной из книг серии.
- В 2005 году был выпущен ремейк «Аферисты: Дик и Джейн развлекаются» с Джимом Керри и Теа Леони в главных ролях.

## Прокат
Фильм вышел в прокат во Франции 20 апреля 1977 года, в Бразилии — 13 мая 1977 года, в Японии — 29 октября 1977 года, в СССР — 4 января 1980 года (посмотрело 22,1 млн человек).